# Uebelmannia pectinifera
Uebelmannia pectinifera  es una especie de planta del género Uebelmannia en la familia Cactaceae. 
Tiene un tallo de no más de 2 dm de diámetro y 5 dm de altura; 15 a 18 prominentes costillas; 1 a 4 espinas centrales, de 15 mm de largo, rectas y con una comba.

## Ecología
Es endémica de Brasil.  Su hábitat natural es la sabana seca y áreas rocosas.  Jamás admite menos de 5 °C
Está amenazada por pérdida de hábitat. 
Se la ubica de 650 a 1.350 m s. n. m. en "Serra do Espinhaço" Minas Gerais.

## Fuente
- Taylor, N.P. 2002.  Uebelmannia pectinifera.   2006 IUCN Lista Roja de Especies Amenazadas; bajado el 23 de agosto de 2007

- USDA, ARS, National Genetic Resources Program. GRIN. National Germplasm Resources Laboratory, Beltsville, Maryland. http://www.ars-grin.gov/cgi-bin/npgs/html/taxon.pl?319253 (18 ene 2008)